# 4900 Меймелоу
4900 Меймелоу (4900 Maymelou) — астероїд головного поясу, відкритий 16 червня 1988 року.
Тіссеранів параметр щодо Юпітера — 3,520.